# СуперУхо
СуперУхо је тродневни музички фестивал који се сваког лета одржава у Примоштену. Настао је 2014. године, а организује га концертна агенција Жедно ухо. Прва два издања СуперУха приређена су у Шибенику, а 2016. године фестивал се трајно преселио у Примоштен. Термин одржавања фестивала је почетком августа.

## Досадашња издања фестивала

### Шибеник (2014—2015)
Домаћин прва два издања СуперУха био је Шибеник. Прве године фестивал је одржан на локацијама пристаништа ТЕФ-а и градске плаже Бањ. Друго издање фестивала приређено је на Бању и на Тврђави Св. Миховила.
| Година | Извођачи (по датумима) | Извођачи (по датумима) | Извођачи (по датумима)                                                                           | Изв.  |  |
| ------ | ---------------------- | ---------------------- | ------------------------------------------------------------------------------------------------ | ----- |  |
| 2014.  | 3. август              | 4. август              | 5. август                                                                                        | [ 1 ] |  |
| 2014.  | Репетитор Дискоделија  | Канџија и Голе жене    | Челси Вулф Ти Атентат Пунчке                                                                     | [ 1 ] |  |
|        |                        |                        |                                                                                                  |       |  |
| 2015.  | 3. август              | 4. август              | 5. август                                                                                        | [ 2 ] |  |
| 2015.  | Аналена Власта Попић   | Придјеви               | Сједињене Америчке Државе · Уједињено Краљевство · Србија · Сједињене Америчке Државе · Хрватска | [ 2 ] |  |

### Примоштен (2016—)
Од 2016. године као домаћин СуперУха усталио се Примоштен, место удаљено око 26 км јужно од Шибеника. Програм фестивала се одвија унутар комплекса некадашњег хотела Марина Лучица.
| Година | Извођачи (по датумима)       | Извођачи (по датумима)                                    | Извођачи (по датумима)                              | Изв.  |  |
| ------ | ---------------------------- | --------------------------------------------------------- | --------------------------------------------------- | ----- |  |
| 2016.  | 1. август                    | 2. август                                                 | 3. август                                           | [ 3 ] |  |
| 2016.  | Сол Вилијамс                 | Баден-Баден                                               | Девендра Банхарт Марк Ланеган Жен Дамир Авдић Магул | [ 3 ] |  |
|        |                              |                                                           |                                                     |       |  |
| 2017.  | 7. август                    | 8. август                                                 | 9. август                                           | [ 4 ] |  |
| 2017.  | М. Ворд Грацин               | Конор Оберст Џеси Ланза Сара Ренар Френки Космос Свемирко | Били Браг Машинко Тробецове крушне пећи             | [ 4 ] |  |
|        |                              |                                                           |                                                     |       |  |
| 2018.  | 6. август                    | 7. август                                                 | 8. август                                           | [ 5 ] |  |
| 2018.  | !!! Џон Маус Порто Морто     | Шумски                                                    | Црви                                                | [ 5 ] |  |
|        |                              |                                                           |                                                     |       |  |
| 2019.  | 2. август                    | 3. август                                                 | 4. август                                           | [ 6 ] |  |
| 2019.  | Боб Моулд Шилпа Реј Кике Док | Марк Рибо                                                 | Колин Стетсон                                       | [ 6 ] |  |